# Luigi Magro
Luigi Magro (Sant'Angelo di Piove di Sacco, 26 agosto 1957) è un ex cestista italiano, professionista in Italia.

## Biografia
È lo zio del cestista Daniele Magro.

## Carriera
Ha giocato nel 1979-1980 in Serie A1 a Mestre e la stagione successiva 1980-1981 in Serie A2 sempre a Mestre (promozione in A1), poi a Fabriano nel 1981-1982, successivamente si trasferisce in B1 a Pescara dove nel 1985-1986 ha raggiunto la promozione in A2. A Pescara rimane due stagioni (1986-1988) e successivamente in B1; torna in serie A2 nel periodo 1993-1995 con il Petrarca Padova.